# Gwizdek ratunkowy
Gwizdek ratunkowy – standardowe wyposażenie morskiej kamizelki ratunkowej lub kombinezonu ratunkowego, które służy do zwrócenia na siebie uwagi (zasygnalizowania swojego położenia) w trakcie akcji ratowniczej.
Wykonany jest zazwyczaj z tworzywa sztucznego, przymocowany do kamizelki ratunkowej za pomocą linki i umieszczony w osobnej kieszonce.